# David Welde
David Welde, né le 15 avril 1994, est un coureur du combiné nordique allemand.

## Biographie
David Welde obtient sa première victoire sur l'épreuve individuelle du Festival olympique de la jeunesse européenne 2011.
Licencié au SC Sohland, il démarre en Coupe du monde en décembre 2012 à Kuusamo où il est 24e.
David Welde a reporté trois médailles lors des Universiades 2015. Il est le frère de Ruben Welde.

## Résultats

### Coupe du monde
| Année     | Classement général final |
| --------- | ------------------------ |
| 2012-2013 | 45e                      |
| 2013-2014 | 76e                      |
| 2017-2018 | 45e                      |
| 2018-2019 | 57e                      |

### Coupe continentale

#### Différents classements en Coupe continentale
| Année     | Classement général final |
| --------- | ------------------------ |
| 2011-2012 | 73e                      |
| 2014-2015 | 27e                      |
| 2015-2016 | 56e                      |
| 2016-2017 | 2e                       |
| 2017-2018 | 11e                      |

#### Détail des podiums individuels
| Édition | Épreuve                                  | Place |
| ------- | ---------------------------------------- | ----- |
| 2017    | Otepää (Gundersen – HS100 / 10 km)       | 2e    |
| 2017    | Eisenerz (Gundersen – HS109 / 10 km)     | 3e    |
| 2017    | Planica (Gundersen – HS139 / 10 km)      | 3e    |
| 2017    | Nijni Taguil (Gundersen – HS100 / 10 km) | 3e    |

### Grand prix d'été de combiné nordique
| Année | Classement général final |
| ----- | ------------------------ |
| 2012  | 48e                      |

### Championnats du monde junior
| Épreuve / Édition | Épreuve / Édition | Liberec 2013 | Val di Fiemme 2014 |
| ----------------- | ----------------- | ------------ | ------------------ |
| Gundersen (10 km) | Gundersen (10 km) | 2e           | 3e                 |
| Gundersen (5 km)  | Gundersen (5 km)  | 7e           | 2e                 |
| Par équipe        | Par équipe        | 1re          | 2e                 |

### Universiades
| Épreuve / Édition | Épreuve / Édition | Štrbské Pleso 2015 | Almaty 2017 |
| ----------------- | ----------------- | ------------------ | ----------- |
| Gundersen         | Gundersen         | 2e                 | 4e          |
| Mass start        | Mass start        | 2e                 | 6e          |
| Par équipe        | Par équipe        | 1er                | 4e          |

### Festival olympique de la jeunesse européenne
| Épreuve / Édition | Épreuve / Édition | Liberec 2011 |
| ----------------- | ----------------- | ------------ |
| Gundersen         | Gundersen         | 1er          |
| Par équipe        | Par équipe        | 2e           |